# Thomas Roth
Thomas Edvard Mikael Roth, född 6 mars 1956 i Lunds domkyrkoförsamling i Malmöhus län, är en svensk museiintendent.

## Biografi
Roth avlade gymnasieexamen i Malmö 1975. Han studerade juridik och historia vid Lunds universitet 1976–1986.[källa behövs] Roth är reservofficer i infanteriet och avlade 1997 filosofie magister-examen vid Stockholms universitet. Han var studerandeombudsman vid Sveriges akademikers centralorganisation 1982–1986 och förste byråsekreterare vid Luftfartsverket 1986–1988. Han tjänstgjorde från 1988 vid Armémuseum, bland annat som förste intendent fram till sin pensionering 2023.[källa behövs]
Roth har förutom fackböcker publicerat ett stort antal artiklar och uppsatser om historia, militärhistoria och arkitekturhistoria samt ett antal understreckare i Svenska Dagbladet.
Thomas Roth invaldes som ledamot av Kungliga Krigsvetenskapsakademien 2009 och som ledamot av Militärmusiksamfundet 2018.[källa behövs]
Thomas Roth är son till rådmannen Åke Roth och tandsköterskan Tove Roth (född Bolt). Han är sedan 1992 gift med museichefen Ingrid Hall-Roth (född Hall), med vilken han har sonen Alexander.

## Publicerade böcker
- Roth, Thomas (2007). Försvar för folkhem och fosterland. Den svenska krigsmakten under det kalla kriget – en essäistisk översikt. Försvaret och det kalla kriget. "10". Stockholm: Försvarshögskolan. ISBN 978-91-85401-62-8.
- Roth, Thomas (2009). Fredrik Blom. Karl Johans arkitekt. Stockholm: Signum. ISBN 978-91-86221-02-7.
- Roth, Thomas (2013). Försvaret av Stockholm under kalla kriget. Planerna, organisationen och hotbilden mot Sveriges huvudstad. Försvaret och det kalla kriget. "36". Stockholm: Svenskt Militärhistoriskt Biblioteks Förlag. ISBN 978-91-86837-34-1.
- Roth, Thomas (2014). Den svenska krigsmakten under kalla kriget. Krigsplanläggning, förband och beredskap. Försvaret och det kalla kriget. "48". Stockholm: Svenskt Militärhistoriskt Biblioteks Förlag. ISBN 978-91-86837-68-6. (Nyutgåva av Försvar för folkhem och fosterland.)
- Roth, Thomas (2018). Försvaret av Skåne under kalla kriget. Krigsplanläggning, befästningar och beredskap. Stockholm: Svenskt Militärhistoriskt Biblioteks Förlag. ISBN 978-91-88053-89-3.